# Tatiana Kazánkina

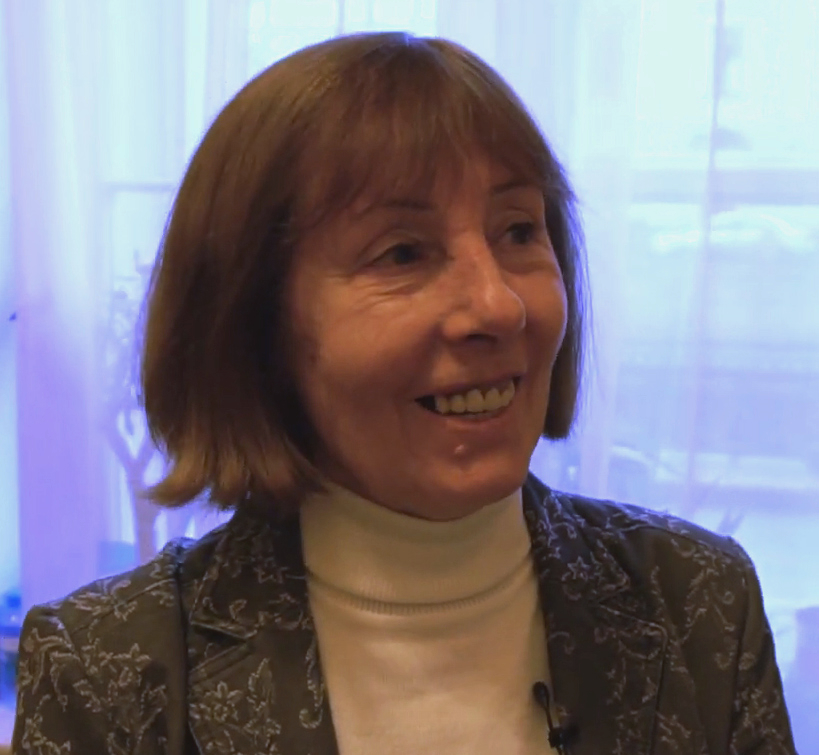
2019

Tatiana Vasilievna Kazánkina (en ruso: Татьяна Васильевна Казанкина; n. 17 de diciembre de 1951 en Petrovsk, Óblast de Sarátov, Rusia). Atleta especialista en pruebas de mediofondo que compitió representando a la Unión Soviética. Ganó tres medallas de oro olímpicas y batió siete récords mundiales.

## Inicios
Su primer resultado internacional destacable fue la 4ª posición en la final de los 1500 m de los Europeos de Roma 1974. Al año siguiente ganó su primera medalla siendo 2ª de los 1500 m en los Europeos indoor de Katowice.
Sin embargo, su consagración como la mejor mediofondista del mundo tuvo lugar en 1976. El 28 de junio en Podolsk, Rusia, realizó una proeza batiendo el récord mundial de los 1500 metros con 3:56,0 más de cinco segundos menos que el anterior récord de su compatriota Lyudmila Bragina (de 4:01,4), y siendo la primera de la historia en bajar de los 4 minutos.

## Montreal 1976
En los Juegos Olímpicos de Montreal 1976 partía como favorita en los 1500 m, aunque no en los 800 m, donde nunca había teníado resultados destacables. Sin embargo en la final de los 800 m disputada el 26 de julio, Kazankina ganó el oro con un nuevo récord del mundo de 1:54,94
La final de su mejor prueba, los 1500 m, disputada cuatro días después, transcurrió a un ritmo bastante lento al principio, y Kazankina desbordó a sus rivales en la última vuelta que hizo en 56'9 para acabar ganando el oro con 4:05,48
Tras sus dos medallas de oro olímpicas, Kazankina se tomó los siguientes años con relativa tranquilidad. Se retiró en 1978 para tener su primer hijo.

## Moscú 1980
Retornó a la competición en 1980, y lo hizo a su mejor nivel con la mirada puesta en los Juegos Olímpicos de Moscú. Justo antes de los Juegos batió su propio récord mundial de los 1500 metros con 3:55,0
En los Juegos Olímpicos no defendió su título de los 800 m y solo participó en los 1500 m, pues era consciente de que con el paso del tiempo había perdido velocidad terminal y no tenía demasiadas posibilidades en esa prueba.
El 1 de agosto, en la final olímpica de los 1500 m, siguió una táctica algo diferente a la que había empleado cuatro años antes. Puesto que no confiaba demasiado en su sprint final, lanzó su ataque muy lejos de la meta, a falta de 500 metros. Nadie pudo seguir su ritmo y acabó ganando la prueba con una gran marca de 3:56,58 récord olímpico y bastante cerca del récord mundial.
Dos semanas después de los Juegos, en la reunión atlética Weltklasse de Zúrich, batió por tercera y última vez en su carrera el récord mundial de los 1500 m, dejándolo en 3:52,47.

## Última etapa
Tras los Juegos volvió a tomarse un respiro de un par de años. Cuando regresó en 1982 dejó de lado los 1500 m para centrarse en la prueba más larga de los 3000 m. En los Mundiales de Helsinki 1983 fue medalla de bronce en esta prueba, tras la norteamericana Mary Decker y la alemana occidental Brigitte Kraus.
Su meta estaba puesta en los Juegos Olímpicos de Los Ángeles 1984. Sin embargo, el boicot de su país a estos Juegos le impidió participar, cuando era una de las favoritas. Se desquitó en parte ese año batiendo en Leningrado (actual San Petersburgo) el récord mundial de los 3.000 m con 8:22,62.
Su carrera deportiva terminó pocas semanas después de forma polémica. El 4 de septiembre de 1984 tras ganar en París una carrera sobre 5.000 metros, se negó a someterse a un control antidopaje, y por este motivo fue suspendida por la Federación Internacional de Atletismo (IAAF).
Aparte del atletismo, Kazankina se graduó en 1975 en la Facultad de Economía de Leningrado, y es autora de varios trabajos científicos.
Actualmente vive en San Petersburgo y trabaja en el Comité Estatal de Cultura Física y Turismo de Rusia.

## Resultados

### Palmarés
- Europeos de Roma 1974 - 4.ª en 1500 m (4:05,9)
- Europeos Indoor de Katowice 1975 - 2.ª en 1500 m (4:14,8)
- Juegos Olímpicos de Montreal 1976 - 1.ª en 800 m (1:54,94), 1.ª en 1500 m (4:05,48)
- Copa del Mundo de Düsseldorf 1977 - 1.ª en 1500 m (4:12,74)
- Juegos Olímpicos de Moscú 1980 - 1.ª en 1500 m (3:56,6)
- Mundiales de Helsinki 1983 - 3.ª en 3000 m (8:35,13)

### Récords del Mundo
800 metros
- 1:54,94 (Montreal, 26-Jul-1976)

1.500 metros
- 3:56,0 (Podolsk, 28-Jun-1976)
- 3:55,0 (Moscú, 06-Jul-1980)
- 3:52,47 (Zürich, 13-Ago-1980)

2.000 metros
- 5:28,72 (Moscú, 4-Ago-1984)

3.000 metros
- 8:22,62 (Leningrado, 26-Ago-1984)

Relevos 4x800 metros
- 7:52,4 (16-Ago-1976)

### Mejores marcas
- 800 metros - 1:54,94 (Montreal 26-Jul-1976)
- 1.500 metros - 3:52,47 (Zúrich, 13-Ago-1980)
- 3.000 metros - 8:22,62 (Leningrado, 26-Ago-1984)